# لقواريط (أولاد ملوك)
لقواريط هو دُوَّار يقع بجماعة الرميلة، إقليم بولمان، جهة فاس مكناس في المملكة المغربية. ينتمي الدوّار لمشيخة أولاد ملوك التي تضم 5 دواوير. يقدر عدد سكانه بـ 1557 نسمة حسب الإحصاء الرسمي للسكان والسكنى لسنة 2004.

## روابط خارجية
- البوابة الوطنية للجماعات الترابية نسخة محفوظة 12 مارس 2018 على موقع واي باك مشين.
- المندوبية السامية للتخطيط